# Selamiut
Selamiut, Poznati kao Stanovnici neba, Selamiuti je inuitska riječ za preminule duhove koji se zadržavaju na nebu, za koje se vjeruje da drže baklje koje pale polarnu svjetlost (Aurora Borealis). Oni su napušteni duhovi ljudi koji su doživjeli nasilne sudbine. Kao smrtnici koji su se suočili s dragovoljnom ili nasilnom smrću zbog plemenitog cilja, njihove duše nisu uvučene u morske dubine kao većina smrtnih duša koja odlazi u mračni podzemni svijet i suočava se sa svojim zagrobnim životom na milost i nemilost božice Sedne. Stanovnici neba drže baklje koje osvjetljavaju nebo u vrpcama šarenih nijansi kako bi odveli druge Selamiute u zagrobni život.

## Vanjske poveznice
- Eskimos